# حزب مسیحیان وفادار به انجیل
حزب مسیحیان وفادار به انجیل (آلمانی: Partei Bibeltreuer Christen, PBC)، حزبی بنیادگرای پروتستان و محافظه‌کار در سیاست آلمان است.
این حزب در ۱۹۸۹ بنیان گذاشته شد. این حزب مخالف ازدواج هم‌جنس‌گرایان، سقط جنین و جدایی مذهب از دولت است. این حزب معتقد است قانون اساسی اروپا باید به خدا ارجاع دهد و قویاً از اسرائیل حمایت می‌کند.
این حزب عضوی از جنبش سیاسی مسیحی اروپا است.